# سیارک ۱۹۹۱۲
سیارک ۱۹۹۱۲ (به انگلیسی: 19912 Aurapenenta، نامگذاری:1955RE1) نوزده هزار و نهصد و دوازدهمین سیارک کشف شده‌است که در ۱۴ سپتامبر ۱۹۵۵ کشف شد.
قدر مطلق سیارک برابر ۲۱٫۴ است.